# Raymond Haverlag

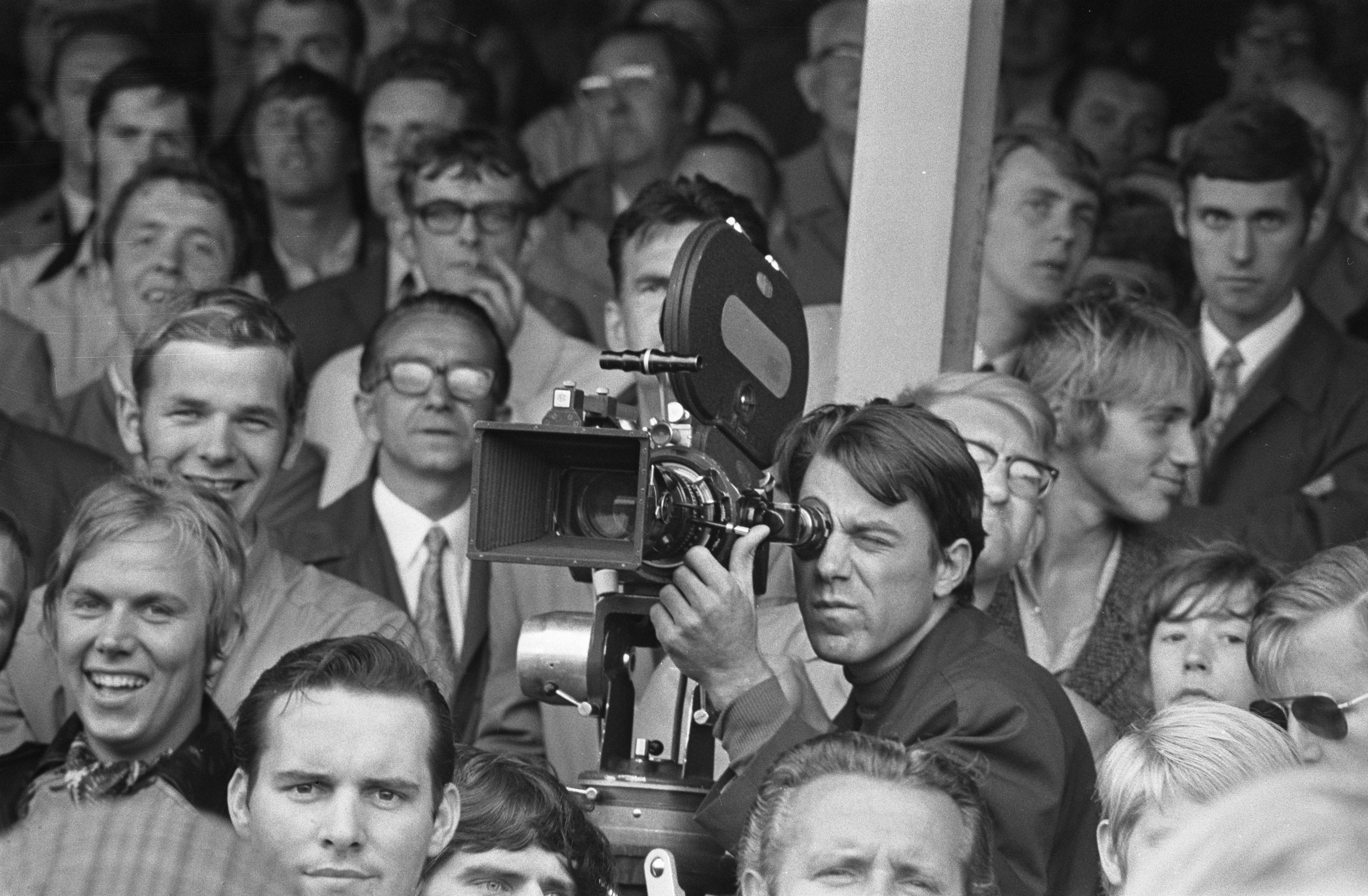
HVC tegen PSV, KNVB Beker, cameraman Raymond Haverlag van de NOS tussen het publiek op de tribune, 1970

Raymond Philip Haverlag (Hilversum, 20 april 1944 – Loosdrecht, 11 februari 2002) was cameraman en regisseur bij de TROS.

## Televisieprogramma's
- 2vandaag (1993-1995, 1998)
- TROS Radar (1996-2000)
- Dierenmanieren (1989-1993)
- Tros Aktua[3]
- Voetbal Plus